# Dreams : 1 rêve, 2 vies
Pour les articles homonymes, voir Dream.
Dreams : 1 rêve, 2 vies est une série télévisée française en quarante épisodes de 26 minutes produite par Jean-Manuel Dupont et diffusée du 6 au 31 janvier 2014 sur NRJ 12.
Il s'agit de l'adaptation de la telenovela argentine Sueña conmigo (es) diffusée sur Nickelodeon Amérique latine.

## Synopsis
Julia, fille du propriétaire de la plus grande chaîne d'hôtellerie de Saint Martin, est de retour sur l'île où elle rêve de devenir chanteuse. Son père y est opposé et voudrait qu'elle prenne les rênes de l'entreprise. Lorsque l'émission très en vogue Dream Star arrive sur l'île avec son jury, Violette, la meilleure amie de Julia, fait appel aux talents d'Andréa, le meilleur coiffeur/maquilleur de l'île, pour transformer Julia en Jess.

## Historique
La série est une adaptation de la telenovela argentine Sueña conmigo (es) diffusée sur Nickelodeon Amérique latine. Plusieurs titres ont été envisagés, parmi lesquels Hôtel Caraïbes et Dream with Me.
La première diffusion de l'unique saison de Dreams : 1 rêve, 2 vies se déroule du 6 janvier 2014 au 31 janvier 2014 sur NRJ 12.
La série est rediffusée à partir du 22 décembre 2014 sur IDF1.

## Fiche technique
Le tournage a lieu sur l’île de Saint-Martin aux Antilles à l'automne 2012[réf. nécessaire].

## Distribution
De nombreux acteurs apparus dans des fictions produites par Jean-Luc Azoulay jouent dans Dreams comme Olivier Bénard, Rochelle Redfield, Nicolas Van Beveren, Bruno Le Millin, Elsa Esnoult et Audrey Moore mais aussi des personnalités apparues dans une ou plusieurs télé réalité comme Alice Raucoules (Star Academy 8), Nicolas Vitiello (Popstars 2), Thomas Vitiello (Secret Story 4), Magalie Vaé (Star Academy 5), Damien Lauretta (X Factor 2).
Par ailleurs, Nicolas Vitiello et Thomas Vitiello sont cousins.

### Acteurs principaux
- Alice Raucoules : Julia Delacourt / Jess
- Damien Lauretta : Luka
- Elsa Esnoult : Margot Pontier
- Tonya Kinzinger : Amanda Greyson
- Magalie Vaé : Violette
- Thomas Vitiello : Andréa
- Rochelle Redfield : Mary
- Olivier Bénard : Chris Jorgen
- Julie Pietri : Anouk Pontier
- Bruno Le Millin : Pierre Delacourt
- Nicolas Vitiello : Grégory
- Nicolas Van Beveren : Raphaël
- Audrey Moore : Tara

### Acteurs secondaires
- Ted Ranghella : Yann
- Julia Burgun : Flore
- Luana Bellon : Cécile Lambert
- Nedjim Mahtallah : Malik
- Stéphane Kay : Stéphane
- Marius Larrivé : Tristan
- Tony Zarouel : Joachim
- Audrey Duputié : Audrey

## Personnages
- Julia Delacourt / Jess : Julia, 24 ans, est une jeune femme peu sûre d'elle, fille du patron de la plus grande chaîne d'hôtellerie de Saint-Martin. Passionnée de musique depuis son plus jeune âge, c'est un secret qu'elle partage avec Violette, sa meilleure amie. Son père refuse qu'elle devienne chanteuse, sa femme les ayant déjà abandonnés il y a longtemps pour réaliser ce rêve. Après avoir terminé ses études à Paris, elle retourne à Saint Martin et fait la connaissance de Luka pour lequel elle a un coup de cœur. Lorsque le jury du télé-crochet Dream Star arrive sur l'île pour auditionner des candidats, Violette l'inscrit et lui fait changer d'apparence en la personne de Jess, son double artistique.Jess finira par devenir la petite amie de Luka et gagnera Dream star.
- Luka : jeune plagiste âgé de 24 ans, il travaille avec sa mère Tara qui tient le bar sur la plage. Il est aussi leader d'un groupe dont il est le chanteur avec ses amis Gregory et Yann. En couple avec Margot, il rompt avec elle et refuse de lui écrire une chanson originale pour Dream Star. Quand il rencontre Jess, il tombe littéralement amoureux d'elle sans se douter qu'il s'agit de Julia, la fille qu'il déteste sans raisons. Plein de préjugés et tres jaloux de Malik qu'il trouve trop proche de Jess il finira par comprendre qu'il ne sorte pas ensemble et sortira avec Jess.Pendant la finale de Dream Star il rejoindra Jess pendant sa prestation ils feront un duo magnifique qui fera même pleurer les jurés et qui fera comprendre a Pierre pourquoi Julia veut devenir une artiste.
- Margot Pontier : à tout juste 21 ans, elle est la fille d'une ex-chanteuse, Anouk. Elle est manipulatrice et prête à tout pour arriver à ses fins. Quitte à séduire l'un des membres du jury de Dream Star pour devenir la nouvelle star du programme. Toujours amoureuse de Luka, elle est prête à se voiler la face au sujet de leur couple et le supplie de lui écrire une chanson originale.
- Violette : c'est la meilleure amie de Julia, elle la soutient et lui offre la possibilité de participer à Dream Star.Elle est la petite amie de Malik.
- Amanda Greyson : c'est la productrice de Dream Star, elle fait également partie du jury avec Mary avec qui elle est amie. Elle craque secrètement pour Pierre Delacourt.
- Andréa : amie de Violette et la coiffeuse/maquilleuse la plus populaire de l'île. Elle transforme Julia en Jess et la soutient.
- Grégory (Greg) : le meilleur ami de Luka et aussi de Margot, il est également guitariste dans le groupe de Luka. Il soutient Margot et est amoureux d'elle en secret.
- Pierre Delacourt : c'est le père de Julia, il est à la tête d'une grande chaîne hôtelière de l'île de Saint-Martin. Depuis quelque temps il entretient une relation secrète avec la mère de Margot, Anouk Pontier et est également le père de Margot .
- Anouk Pontier : autrefois chanteuse qui n'a pas réussi à percer, elle s'est aujourd'hui reconvertie dans l'hôtellerie avec Pierre Delacour et officie en tant que Directrice de la communication. Mère de Margot, elle la pousse à aller jusqu'au bout de ses rêves.
- Raphaël : neveu de Pierre Delacourt et cousin de Julia. Très amoureux de Tara et en instance de divorce avec sa femme.
- Chris Jorgen : membre du jury. Entretient une relation secrète avec Margot et Cécile et aura une aventure avec Anouk.
- Flore : fille de Tara, sœur de Luka. Plagiste au Tara's Café.
- Tristan : ancien camarade d'école de Julia. Il la courtise sans y parvenir. Travaille avec Pierre Delacourt.Il se fera frappé par Luka après l'avoir accusé d'avoir volé le téléphone d'une dame pendant une soirée chez les Delacourt.
- Cécile Lambert: meilleure amie de Margot, elle va tout faire pour l'aider à gagner le concours Dream Star en séduisant Chris. Kidnappée par Anouk et séquestrée, elle tente de s'échapper par la fenêtre et tombe violemment du 3e étage.

## Bande originale
Dove Attia et Rod Janois sont les auteurs de la chanson originale, générique de la série Je veux tout.
Rémy Sarrazin est le compositeur de la BO.

## Dreams, le showcase
À la suite du succès de la série, NRJ 12 a organisé un showcase le 28 janvier 2014 avec quatre des artistes qui ont participé à la série : Alice Raucoules, Magalie Vaé, Damien Lauretta et Elsa Esnoult.
- Dernière Histoire - Alice Raucoules et Damien Lauretta
- Entre mes lignes - Damien Lauretta
- Ici ou là-bas - Elsa Esnoult
- Je mens - Alice Raucoules
- Étoiles filantes - Damien Lauretta
- Chercheur d'or - Magalie Vaé
- Je veux tout - Alice Raucoules